# Texas Department of Public Safety
Il Texas Department of Public Safety (Italiano: Dipartimento texano di pubblica sicurezza), conosciuto semplicemente come DPS, è un dipartimento governativo dello stato del Texas. Il dipartimento è responsabile per le forze dell'ordine statali e per la regolamentazione dei veicoli. Il dipartimento è diretto da tre membri della Commissione di pubblica sicurezza (Public Safety Commission). La commissione è composta da cittadini designati dal governatore del Texas e confermati dal senato del Texas.

## Divisioni
Il dipartimento è suddiviso in  divisioni:
- Divisione amministrativa (Administration Division) mantiene le proprietà del DPS, provvede all'addestramento delle altre divisioni, e opera con il Servizio di registrazione dei crimini (Crime Records Service). Il Servizio di registrazione dei crimini mantiene le informazioni sulla giustizia criminale e decide sulle emissioni del porto d'armi.
- Divisione licenze di guida (Driver License Division) è responsabile per la concessione e la revoca delle patenti di guida Texane.
- Divisione forza di polizia criminale (Criminal Law Enforcement Division) si concentra sul traffico di droga, il crimine organizzato e i furti d'autoveicoli. Questa divisione provvede anche ai servizi di laboratorio per le altre forze di polizia.
- Polizia autostradale texana (Texas Highway Patrol), teoricamente dedita al pattugliamento stradale, è la divisione più frequentemente vista dai cittadini. È responsabile per il rispetto delle leggi sul traffico e sui crimini, solitamente in determinate aree, e agisce come polizia statale del Texas. Gli agenti servono anche nelle posizioni amministrative e di comando del Dipartimento licenze di guida. Ogni ufficio di divisione ha due agenti in uniforme assegnati e un agente in borghese che serve come amministratore nello stesso ufficio.
- Texas Ranger Division, la divisione più conosciuta del DPS, responsabile per l'investigazione criminale a livello statale.